# Klimahaus Bremerhaven

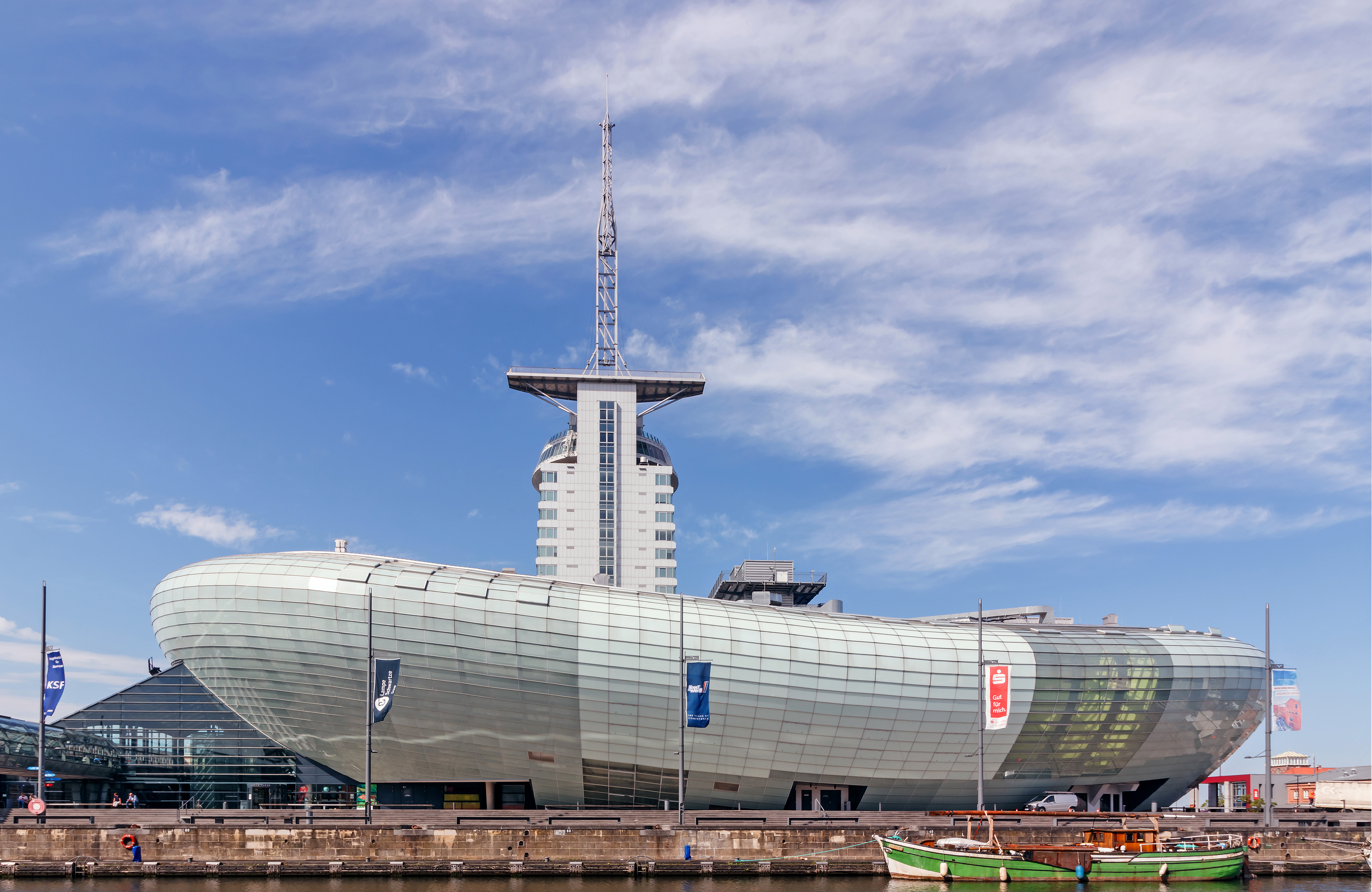
Klimahaus

Het Klimahaus Bremerhaven is een museum aan de Alter Hafen in Bremerhaven. Het museum werd geopend in 2009 en is een ontwerp van architect Thomas Klumpp. Het is gewijd aan het klimaat en verschillende aspecten ervan. In het Klimahaus is één van de attracties Die Reise, waarbij je een denkbeeldige reis maakt langs de meridiaan van Bremerhaven, langs verschillende klimaten en volkeren.